# 淡紅長眼寄居蟹
淡紅長眼寄居蟹（学名：Paguristes puniceus）为活額寄居蟹科長眼寄居蟹屬下的一个种。